# Ernst Höhler
Ernst Heinrich Friedrich Höhler (* 26. Juni 1942 in Wuppertal; † 2. Februar 2019 in Aachen) war ein deutscher Architekt.

## Leben
Ernst Höhler studierte nach seinem Grundwehrdienst 1961/62 Architektur an der RWTH in Aachen. 1970 gründete er das Architekturbüro „Höhler und Weiss“, das seit 1987 unter dem Namen „Höhler + Partner“ an den Standorten Aachen, Hamburg, Berlin, München und Oman tätig  ist. Er war Mitglied des Bund Deutscher Architekten (BDA) und arbeitete unter anderem zusammen mit dem Architekturbüro Herzog & de Meuron für die Elbphilharmonie in Hamburg.
Höhler engagierte sich seit 2004 im Oman für die German University of Technology in Oman, an deren architektonischem Aufbau er wesentlichen Anteil hatte.
Seit 2011 war er Vorsitzender des Vereins der Freunde des Ludwig Forums für Internationale Kunst und auch Mäzen dieses Museums. Als Kuratoriumsvorsitzender des Aachener Kunstpreises förderte er Künstler wie Paweł Althamer, Phyllida Barlow, Paulina Olowska, Franz Erhard Walther und Walid Raad. Er initiierte das Forschungsprojekt „Plattform Aachen“, das Impulsgeber für zeitgenössische Kunst wurde.
Ernst Höhler war verheiratet mit Inge; aus der Ehe stammen zwei Töchter.